# Cenușa (film)
Cenușa, menționat uneori Cenușă, (în poloneză Popioły) este un film polonez din 1965, regizat de Andrzej Wajda, care ecranizează romanul epic omonim al lui Stefan Żeromski, publicat pentru prima oară în anii 1902–1904. Filmul este împărțit în două părți, care sunt divizate la rândul lor în episoade (partea I – 12 episoade, partea a II-a – 12 episoade).
Acțiunea filmului se petrece în perioada 1797–1813, în timpul Războaielor Napoleoniene. La sfârșitul secolului al XVIII-lea Polonia încetase să mai existe ca stat independent după ce teritoriul ei fusese împărțit între Prusia, Rusia și Austria. Războaiele purtate de Napoleon Bonaparte în Europa Centrală i-au făcut pe unii nobili polonezi idealiști să spere că Polonia va fi eliberată de armata franceză în contextul general al mișcării de eliberare națională de pe întreg teritoriul european. Aspirația țării către recâștigarea independenței este prezentată prin intermediul a trei personaje idealiste provenite din marea și mica nobilime: prințul Jan Gintułt, Rafał Olbromski și Krzysztof Cedro. Filmul se încheie cu înfrângerea armatelor napoleoniene în Campania din Rusia și cu spulberarea speranței în restabilirea statului polonez.
Cenușa este o superproducție de aventuri istorice concepută după formula hollywoodiană. Producerea acestui film a făcut parte dintr-o campanie de dezvoltare a industriei cinematografice poloneze, care a presupus realizarea unor superproducții și angajarea unui număr mare de personal. Cenușa este, alături de Manuscrisul găsit la Saragosa (1965) și de Faraonul (1966), una dintre cele mai scumpe producții cinematografice poloneze și a generat dezbateri aprinse la vremea apariției sale, fiind acuzat că a denaturat acțiunea romanului lui Żeromski și că a denigrat națiunea poloneză. La fel ca și în creațiile sale anterioare, cineastul Andrzej Wajda a oferit însă o imagine mai obiectivă a unor evenimente istorice intrate deja în mitologia națională poloneză.
Acest film s-a bucurat de o popularitate considerabilă în rândul spectatorilor și telespectatorilor și a fost vizionat de 7.707.170 de spectatori în cinematografele din Polonia, ceea ce-l plasează pe locul 24 în topul celor mai vizionate filme poloneze din Polonia.

## Rezumat

### Partea I
La sfârșitul secolului al XVIII-lea, confruntat cu numeroși inamici externi în războaiele purtate pentru supraviețuirea Republicii Franceze, generalul Napoleon Bonaparte a promis polonezilor că-i va elibera de sub stăpânirea străină dacă i se vor alătura campaniei sale militare. Prințul Jan Gintułt, un nobil idealist abia întors în 1797 dintr-o călătorie în Egipt și Țara Sfântă, îi vede pe militarii Legiunii Poloneze mărșăluind pe câmpul de luptă din Italia, alături de camarazii lor francezi, însuflețiți de speranța că-și vor vedea patria din nou liberă.
În ciuda ocupației străine a țării, nobilimea poloneză își conservă vechile sale obiceiuri (precum petrecerile, cavalcada kulig, dansurile și flirturile), refuzând să respecte legile impuse de ocupanți. Tânărul nobil Rafał Olbromski, provenit dintr-o familie sărăcită din zona Sandomierz, este alungat de acasă din cauza comportamentului său frivol și merge să locuiască pe moșia Wygnanka, ce fusese arendată de fratele său mai mare de la prințul Gintułt. Fratele său, căpitanul Piotr Olbromski, fusese grav rănit în luptele pentru independența Poloniei și trăia acum printre țărani cu speranța că patria sa va fi în curând eliberată de armatele franco-poloneze. Optimismul său nu era împărtășit de prințul Gintułt, care, fiind martor al abandonării militarilor polonezi de către generalii francezi într-o bătălie pierdută, susținea că Napoleon nu-și va ține promisiunea făcută polonezilor. O discuție aprinsă între Piotr Olbromski și prințul Gintułt pe tema eliberării iobagilor conduce la un duel, dar căpitanul moare de pe urma rănilor mai vechi. Într-un gest de bunăvoință și poate și de vină pentru moartea prietenului său, prințul îi oferă tânărului Rafał un post de secretar și îl invită să se mute în palatul său de la Varșovia.
În perioada următoare Rafał se maturizează și învață istorie, artă, filozofie, precum și manierele elegante, devenind capabil să-l ajute pe prinț în activitatea sa științifică. Într-una dintre rarele sale ieșiri în oraș el îl întâlnește pe fostul său coleg de școală Krzysztof Cedro, care îl inițiază în viața mondenă a nobilimii poloneze. Atunci când i se oferă un loc într-o lojă masonică, Rafał acceptă bucuros și o regăsește acolo pe fosta sa iubită, Helena, care devenise între timp soția marelui maestru al masonilor. Legătura romantică întreruptă mai demult este reluată, iar cei doi iubiți fug împreună. Un grup de tâlhari îi atacă pe drum, îl bat pe Rafał și o violează pe Helena; femeia se aruncă în prăpastie din cauza rușinii, în timp ce bărbatul privește neputincios. Aflat pe drumul de întoarcere de la Varșovia, Krzysztof îl întâlnește ulterior pe Rafał și, speriat să-l vadă în acea stare jalnică în care ajunsese, îl aduce la castelul tatălui său, unde reușește treptat să-i redea pofta de viață.

### Partea a II-a

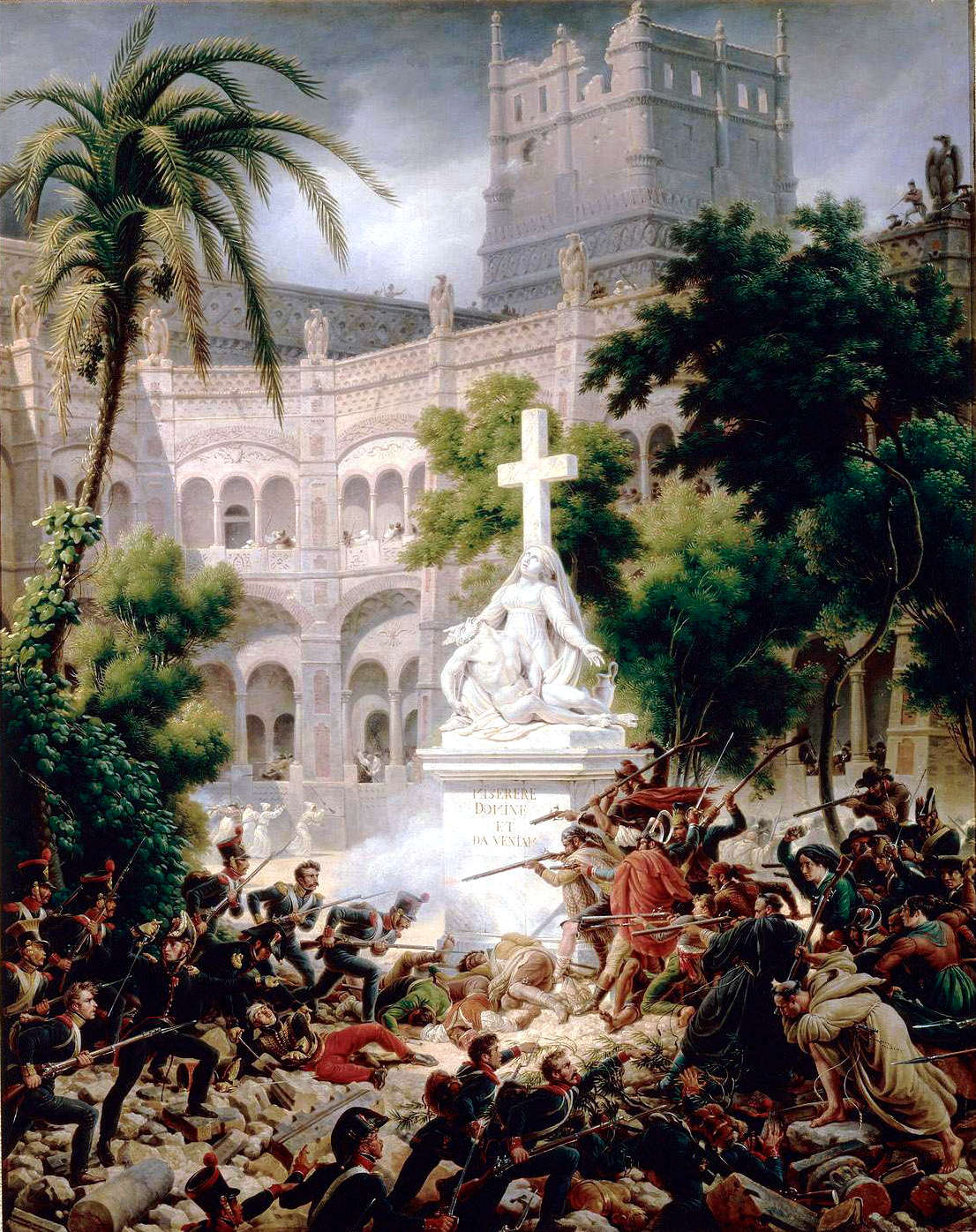
Asediul Zaragozei: asaltul asupra mănăstirii Santa Engracia.

La poarta domeniului Cedro sosește un legionar polonez din Armata Napoleoniană care povestește tinerilor Rafał și Krzysztof întâmplări din campania napoleoniană și îi anunță că armatele napoleoniene se apropie de Polonia. Prinși de un val de entuziasm, cei doi tineri decid să treacă granița pentru a se alătura armatelor napoleoniene și a lupta pentru eliberarea Poloniei. După o noapte petrecută la castelul prințesei Elżbieta Gintułtówna (devenită acum șambelana Ołowska), în care Rafał are o întâlnire amoroasă cu stăpâna casei, cei doi aventurieri traversează fraudulos Vistula (în acea vreme granița între Austria și Prusia), dar barcagiul lor este împușcat de grănicerii austrieci. Ajunși pe malul opus, tinerii se ceartă și se despart.
În timp ce Rafał participă alături de prințul Józef Poniatowski în sângeroasa bătălie de la Raszyn (19 aprilie 1809), Krzysztof ajunge pe frontul din Spania, unde luptă în Bătălia de la Somosierra (30 noiembrie 1808) și ia parte la Asediul Zaragozei (decembrie 1808 – februarie 1809). Se dau lupte grele pe străzile Zaragozei, iar soldații atacă baricadă după baricadă, reușind să cucerească orașul. Victoria francezilor este urmată de masacrarea populației civile, violarea femeilor și profanarea lăcașurilor de cult. Krzysztof află realitățile războiului de la căpitanul Wyganowski, care, dându-și seama că participă la un război absurd, decide să demisioneze, dar este asasinat în afara orașului și abandonat acolo de camarazii săi. Tânărul militar polonez rătăcește prin Spania după încheierea asediului și trece pe lângă care pline cu cadavre, colibe incendiate și femei și copii ce suferă de foame. Escaladând terenul stâncos și contemplând distrugerile produse de război, Krzysztof își amintește de o vizită solemnă a lui Napoleon pe câmpul de luptă, în care și-a proclamat loialitatea față de împărat și i-a cerut în zadar un răspuns cu privire la scopul campaniei sale.

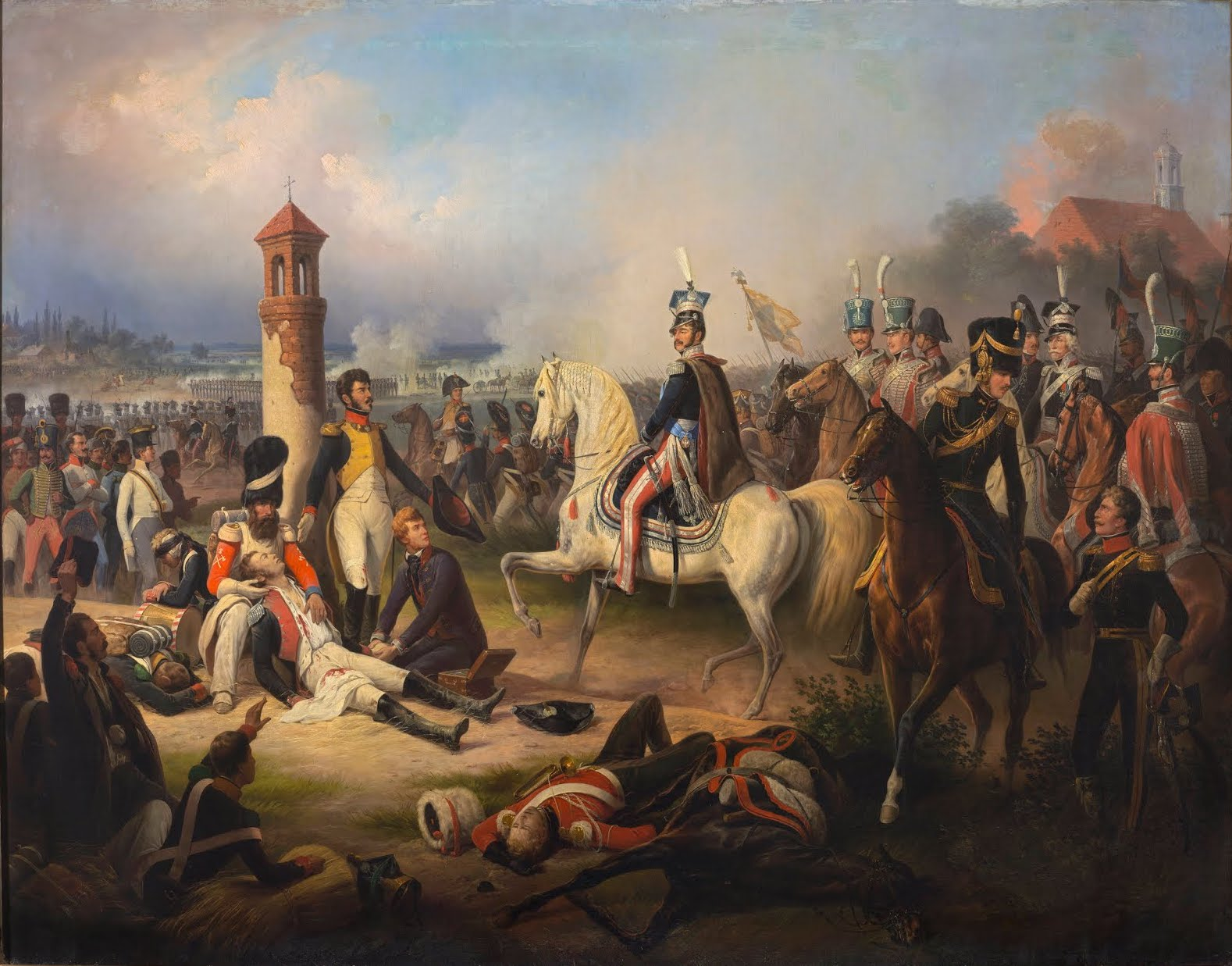
Moartea col. Cyprian Godebski în Bătălia de la Raszyn. În fața lui stă călare prințul Józef Poniatowski.

Între timp, Rafał este rănit și împarte camera unui castel din Sandomierz cu generalul Sokolnicki, căruia îi cere să-l ia pe post de adjutant. Generalul îi răspunde că soarta bătăliei este deja decisă, din moment ce doar un mic număr de legionari polonezi s-au mai întors din Spania. A doua zi, în timp ce polonezii se retrăgeau din fața austriecilor, Rafał îl întâlnește pe prințul Gintułt, care încearcă să protejeze mănăstirea dominicană „Sf. Iacob”, dar este refuzat de Sokolnicki. Împuns de o baionetă, prințul face apel la Rafał, rostind jurământul masonic. Rafał îi vine în ajutor, făcându-l pe general să ordone executarea lui pentru insubordonare. Sosirea austriecilor împiedică punerea în aplicare a ordinului, iar Rafał îl salvează pe prinț, cu ajutorul fostei ordonanței Michcik, și îl aduce la conacul familiei sale de la Tarniny. Conacul este incendiat de austrieci, dar Rafał începe să-l reconstruiască în 1812, anul în care începe Campania lui Napoleon în Rusia.
În acel an Krzysztof sosește la moșia lui Rafał și încearcă să-l convingă să se alăture campaniei lui Napoleon. Deși refuză inițial, Rafał pornește pe urmele vechiului său prieten, căruia i se alătură. Campania se termină dezastruos, iar, în timp ce Napoleon se întoarce din Rusia în plină iarnă, sania sa depășește trupe risipite într-un peisaj ce evocă distrugerea și moartea. Ajuns orb și zdrențăros, Rafał se ridică greu din zăpadă și încearcă zadarnic să-i roage pe călăreți să-i arate drumul.

## Distribuție
- Daniel Olbrychski — Rafał Olbromski, fiul unui moșier din Sandomierz[27]
- Bogusław Kierc — Krzysztof Cedro, fostul coleg de școală și prietenul lui Rafał[28]
- Piotr Wysocki — prințul Jan Gintułt, vechi prieten al lui Piotr Olbromski și protectorul lui Rafał Olbromski[29][30]
- Beata Tyszkiewicz — prințesa Elżbieta Gintułtówna, șambelana Ołowska, sora mai mică a lui Jan Gintułt[31]
- Pola Raksa — Helena de With, tânăra soție a generalului de With, iubita lui Rafał[30][32]
- Władysław Hańcza — tatăl lui Rafał, moșier din Sandomierz[27]
- Jan Świderski — generalul Sokolnicki[33]
- Jan Koecher — generalul de With, marele maestru al unei loji masonice[28][30]
- Zbigniew Sawan — contele Cedro, tatăl lui Krzysztof[30][31]
- Józef Duriasz — căpitanul Piotr Olbromski, fratele lui Rafał[28][30]
- Zbigniew Józefowicz — Michcik, fost soldat, servitorul lui Piotr Olbromski[30][34]
- Janusz Zakrzeński — generalul francez Napoleon Bonaparte, prim consul și apoi împărat al Franței[35]
- Józef Nalberczak — legionarul polonez rătăcitor[30][31]
- Stanisław Zaczyk — prințul Józef Poniatowski, comandantul armatei poloneze[36]
- Zofia Seretok — mătușa Helenei[30][37]
- Jan Nowicki — căpitanul Wyganowski, comandantul companiei poloneze de la Asediul Zaragozei[38]
- Edmund Fetting — ofițerul austriac de pe moșia lui Olbromski[30]
- Jadwiga Andrzejewska — mama lui Rafał[37]
- Barbara Wrzesińska — Zofka, sora lui Rafał[30][37]
- Tadeusz Ordeyg — Jawor, servitorul tatălui lui Rafał[30]
- Jerzy Przybylski — Nikodem Chluka, noul arendaș al moșiei Wygnanka[28][30]
- Adam Mularczyk — evreul bătrân de pe moșia Wygnanka[30][37]
- Stanisław Mikulski — soldat polonez din compania cpt. Wyganowski[30][37]
- Bronisław Mierzejewski — Kalwicki, majordomul castelului Ołowski[30]
- Ryszard Pietruski — barcagiul de pe Vistula[36]
- Janusz Sykutera — lt. Schlussen, invitat la balul din Palatul Ołowski[37]
- Adam Królikiewicz — cavalerist[37]
- Tomasz Zaliwski — ofițer polonez, camarad al prințului Poniatowski[37]
- Andrzej Kozak — ofițer polonez[37]
- Mirosław Obłoński — Szpilka[30]
- Andrzej Jedrzejewski — mason[30]
- Krzysztof Litwin — pictor, camarad al prințului Poniatowski[37]
- Arkadiusz Bazak — ofițer polonez, camarad al prințului Poniatowski[37]
- Jerzy Pracz[30]
- Z. Halka[30]
- Damian Damięcki — ofițer polonez[30]
- Ryszard Barycz — colonelul Godebski[30]
- Ryszard Filipski — bandit[30]
- Bogusław Sochnacki — soldat polonez din compania cpt. Wyganowski[37]
- Józef Morgala — soldat polonez[30]
- Janusz Komorowski[30]
- Roman Sykała — haiduc[30]
- Irena Malkiewicz[30]
- Zygmunt Kamiński — arlechin[30]
- Stanisław Marian Kamiński — nobil polonez[30]
- Jerzy Kaczmarek — nobil polonez[37]
- Michał Szewczyk[30]
- Antoni Lewek — nobil polonez[30]
- Wanda Jakubińska[30]
- Adam Daniewicz[30]
- Alicja Boniuszko — balerină[37]
- Bobby Marinezow[30]
- Marian Wojtczak[30]
- Anna Narowska — Mary Cedro, sora lui Krzysztof (nemenționată)[30]
- Krzysztof Komeda — generalul Fiszer din statul major al prințului Poniatowski (nemenționat)[30]
- Izabela Olszewska — soția barcagiului (nemenționată)[30]
- Marek Perepeczko — banditul care o violează pe Helena (nemenționat)[30]

## Producție

### Ideea realizării fimului

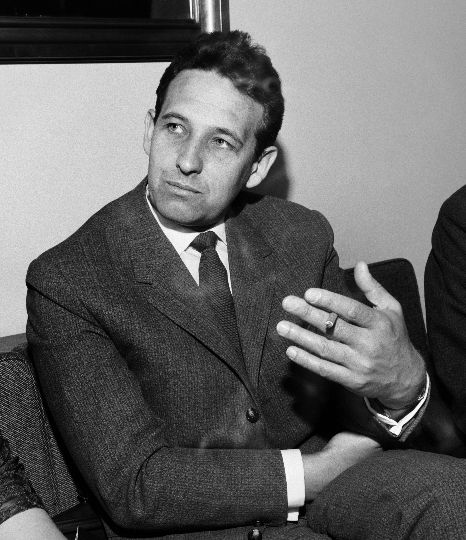
Cineastul polonez Andrzej Wajda în 1963

La începutul anilor 1960 a avut loc o amplă campanie de dezvoltare a cinematografiei poloneze care a presupus extinderea capacității de producție a studiourilor majore Tor, Wektor și Plan și angajarea unui număr mare de personal. În acei ani au fost realizate mai multe superproducții precum Manuscrisul găsit la Saragosa (1965, regizat de Wojciech Has), Cenușa (1965, regizat de Andrzej Wajda) și Faraonul (1966, regizat de Jerzy Kawalerowicz). Regizorul Andrzej Wajda a ales să ecranizeze un roman istoric al lui Stefan Żeromski și nu unul al lui Henryk Sienkiewicz, deoarece nu a fost interesat, după cum a declarat într-un interviu, de „literatura consensului național, literatura în care toți se împacă între ei” și a preferat să aducă pe ecran „eroi [...] tineri, imaturi, oameni ai unei țări «imature», pe care am moștenit-o după Primul Război Mondial”, precum și scene „absurde și în același timp eroice, ca multe momente din istoria noastră”.
Scenariul filmului, scris de Aleksander Ścibor-Rylski, a fost inspirat din romanul epic omonim al lui Stefan Żeromski, publicat pentru prima oară în anii 1902–1904 și inclus în programa școlară. Cartea prezintă soarta unor tineri legionari polonezi angrenați în Războaiele Napoleoniene și, potrivit criticului Bolesław Michałek, „nu este un simplu roman istoric în genul romanelor lui Dumas, ci o gigantică frescă istorică și istorico-filosofică care seamănă, din contra, cu cele ale lui Stendhal și Tolstoi”.
Elaborarea scenariului a fost dificilă, din cauza acțiunii complexe și a numărului mare de personaje, iar Wajda a crezut întotdeauna că materialul filmat nu forma un întreg coerent din punct de vedere vizual. În plus, textul a fost cercetat atent de cenzori care au urmărit să elimine orice posibilă analogie cu situația politică actuală. Prin intermediul acestui film, Wajda și-a exprimat nemulțumirea față de politica contemporană a Poloniei, care a fost constatată imediat de autoritățile comuniste.

### Filmări

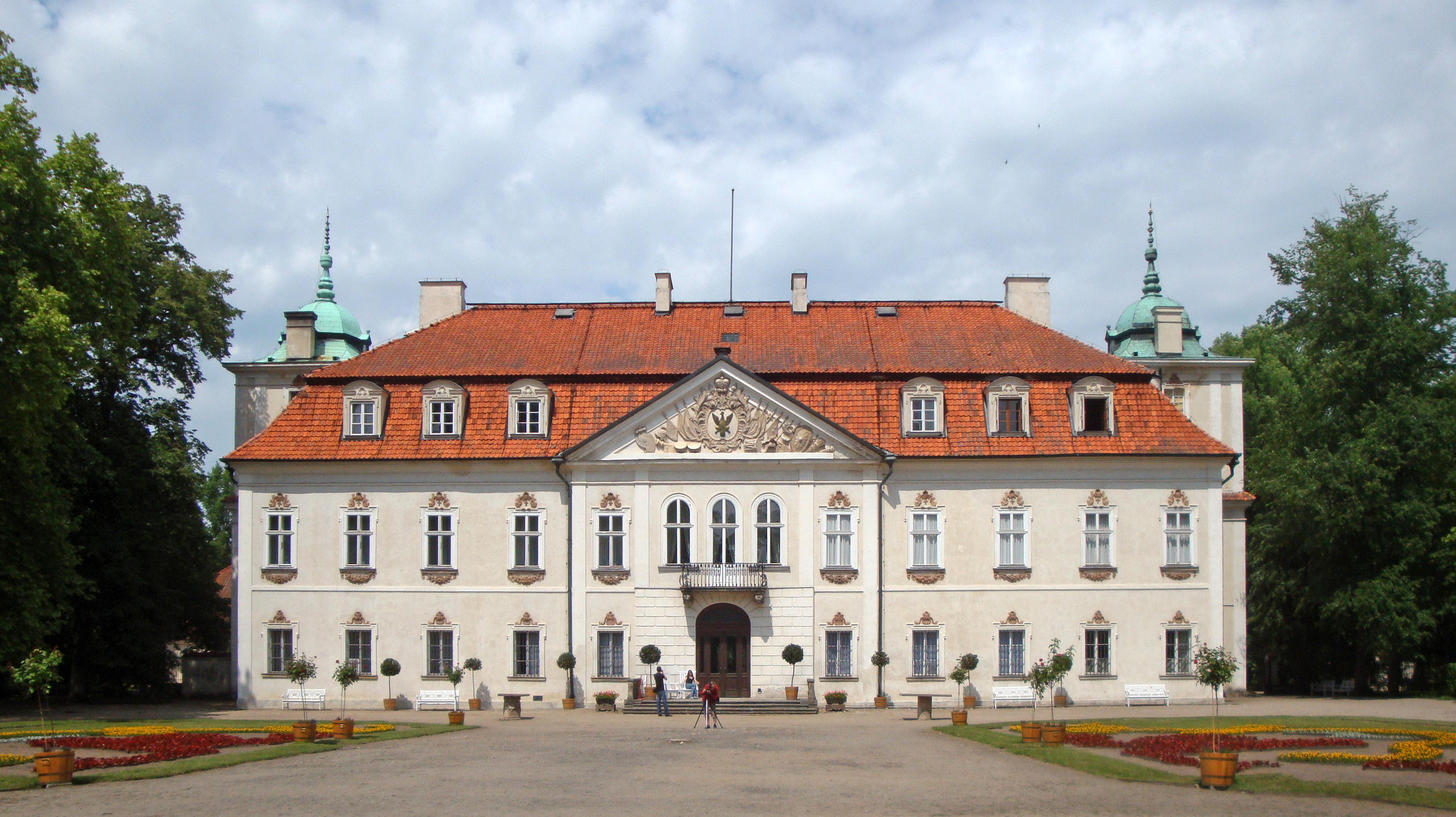
Palatul Nieborów

Cenușa a fost produs în anul 1964 de studioul Zespół Filmowy „Rytm” din Varșovia, în cooperare cu studioul Kinocenter din Sofia, fiind filmat pe o peliculă alb-negru de 35 mm cu aparate cu lentile anamorfice. Din cauza amplorii filmărilor, Andrzej Wajda a fost ajutat de doi regizori secundari: Andrzej Żuławski și Andrzej Brzozowski. Costurile producției filmului au fost ridicate. Personajele principale ale filmului erau tineri, așa că Wajda a oferit actorilor debutanți o șansă. Rolurile Rafał Olbromski și Krzysztof Cedro au fost distribuite lui Daniel Olbrychski și Bogusław Kierc, care erau în acea vreme studenți ai unor școli de teatru (primul la Varșovia, iar al doilea la Cracovia), în timp ce alte roluri importante au fost acordate unor actori ceva mai în vârstă: Piotr Wysocki (prințul Jan Gintułt) și Pola Raksa (Helena de With).
Spre deosebire de filmele anterioare în care cineastul părea mai interesat de subiectul istoric decât de expresia artistică, Wajda a creat mai multe scene poetice în filmul Cenușa, eternizând epoca napoleoniană. Cineastul a studiat pictura din epoca napoleoniană și, după cum a mărturisit, a fost influențat de aceasta în conceperea scenelor istorice, urmărind să dezvolte artistic materialul pe care-l avea la dispoziție.
Filmările au avut loc în Polonia și Bulgaria și s-au desfășurat cu sprijinul Ministerului Apărării Naționale al Republicii Populare Bulgare și al fermelor de cabaline din Bogusławice, Walewice și Starogard. S-a filmat, printre altele, la Walewice, Nieborów (palat), Wyszogród, Sandomierz (mănăstirea dominicană „Sf. Iacob”), Inowłódź, în apropiere de Bogusławice (Bătălia de la Samosierra) și în Bulgaria (mai multe secvențe de luptă care au loc în Spania). Au fost folosiți numeroși consultanți: Zbigniew Michalski (artă militară), Karol Linder (uniforme), Aleksander Czerwiński (arme), Andrzej Banach (maniere), Janina Jarzynówna-Sobczak (dans), Andrzej Osadziński și Kazimierz Sławiński (echitație) și Zbigniew Prus-Niewiadomski (vehicule).

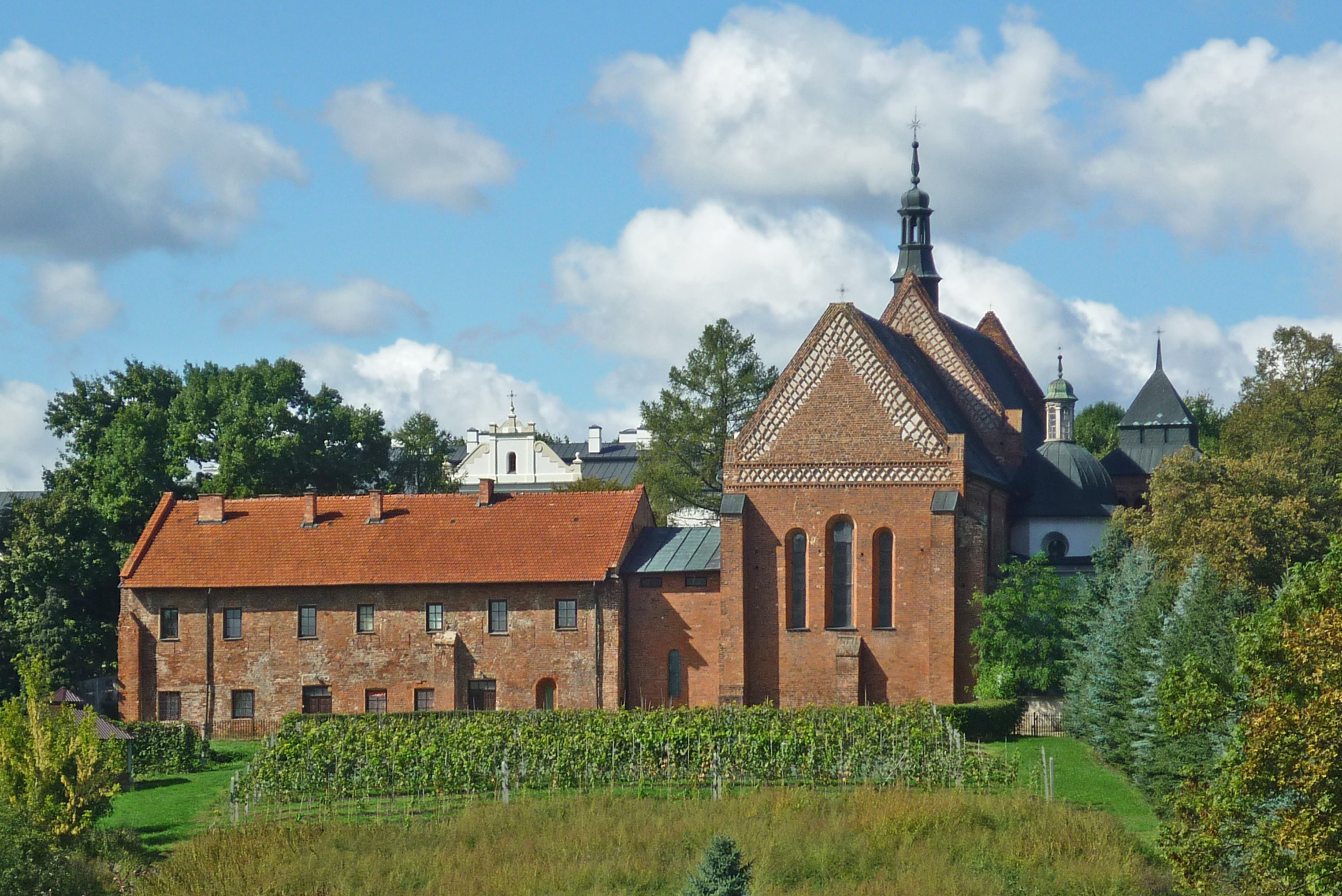
Mănăstirea dominicană „Sf. Iacob” din Sandomierz

Cineastul s-a confruntat cu mai multe dificultăți în timpul filmărilor: conacele rurale fuseseră distruse în urma reformei agrare comuniste, nu a găsit câini de vânătoare, a avut probleme în distribuirea rolurilor etc. Descoperirea tânărului Daniel Olbrychski a fost o revelație pentru Wajda, care l-a distribuit apoi în numeroase dintre filmele pe care le-a realizat. În timpul filmărilor, ofițerul cavalerist Adam Królikiewicz, primul medaliat olimpic polonez într-o probă individuală, care a fost solicitat să apară în rolul unui călăreț în scenele de luptă, a fost rănit grav după ce calul său a alunecat pe iarbă și a căzut. Contrar celor afirmate de Daniel Olbrychski în autobiografia Anioły wokół głowy că Adam Królikiewicz ar fi murit din cauza acelor răni, călărețul a murit de fapt după o lungă boală la 4 mai 1966, la un an după lansarea filmului, și a fost înmormântat în Cimitirul Salvator din Cracovia. Necesitățile de filmare ale unei scene i-au impus regizorului să accepte uciderea unui cal, care a fost lăsat să cadă de pe stânci într-o prăpastie.
Filmul este împărțit în 24 de episoade cu următoarele titluri: „Italia 1797”, „Cavalcada”, „Noaptea de iarnă”, „Singuraticul”, „Curteanul”, „Pedeapsa”, „În Varșovia prusacă”, „Inițierea tânărului discipol”, „Inițierea profanei”, „Ispita”, „Munți și văi”, „Puterea Satanei”, „Un război îndepărtat”, „Noaptea și dimineața”, „Pe malurile râului Rawka”, „În munți”, „Siempre eroica”, „Drumul împăratului”, „Soarta soldatului”, „Vedenii”, „Sandomierz”, „Camera de pe colț”, „Casa” și „Cuvântul de onoare”. Durata filmului este de 226 minute (partea I – 103 min., partea a II-a – 123 min.). Lungimea peliculei este de 6.400 m. Muzica filmului a fost compusă de Andrzej Markowski (1924–1986) și interpretată de Orchestra Filarmonică Națională din Varșovia, fiind dirijată chiar de compozitor.

## Analiză și interpretare
Filmul Cenușa este conceput într-un stil eterogen, fapt explicabil, potrivit criticului Aleksander Jackiewicz, prin prezentarea mai multor epoci în această operă. Criticul sus-menționat a identificat existența în film a mai multor stiluri: baroc, rococo și romantic.
Elementele tipic romantice prezente în film sunt plimbarea cu sania prin zăpadă și petrecerea de la conacul familiei Olbromski (pe care Jackiewicz a comparat-o cu unele descrieri colorate cuprinse în Memoriile lui Jan Chryzostom Pasek), admiterea lui Rafał într-o lojă masonică (asemănătoare cu o scenă din drama Kordian a lui Juliusz Słowacki) și asaltul prințului Poniatowski asupra austriecilor în Bătălia de la Raszyn. Scenele cu acțiunea în Spania sunt realizate într-un stil preponderent baroc, după cum constată Jackiewicz: „[...] cadavrul lui Wyganowski ca o sculptură antică, un trup tânăr întins de-a latul ecranului în pustiul ars de soare la marginea conturului orașului. Și apoi Cedro acoperind cadavrul cu pietriș și vântul suflând tot mai mult praf peste el, ca și cum corpul uman ar deveni pământ în fața ochilor noștri”. Scena Bătăliei de la Somosierra a fost considerată o capodoperă a laconismului prin redarea accelerată și lipsită de detalii a asaltului lăncierilor, amintindu-i criticului de picturile neclare ale lui Delacroix.
Wajda a folosit inovații artistice variate în ecranizarea romanului lui Żeromski, scria filmologul Tadeusz Miczka, împărțind filmul în episoade potrivit compoziției romanului și inspirându-se din picturi cunoscute pentru a crea cadre artistice viguroase. Au fost identificate asemănări între scenele filmului și unele picturi realizate de Juliusz Kossak (marșul legionarilor polonezi, Bătălia de la Raszyn și imaginea prințului Poniatowski), Aleksander Kotsis (scenele cu țărani), Józef Chełmoński (plimbarea cu sania prin zăpadă, atacul lupilor), Francisco Goya (masacrarea soldaților negri, asediul Zaragozei și atrocitățile săvârșite împotriva spaniolilor), Eugène Delacroix (traversarea Vistulei pe gheață, peisajele pustii ale Spaniei), Antoine-Jean Gros (scenele de luptă, imaginea lui Napoleon) și Jacques-Louis David (imaginea lui Napoleon), precum și asemănări cu sculpturile lui Antonio Canova (imaginea corpului fără viață al căpitanului Wyganowski).

## Lansare
Cenușa a fost lansat oficial la 25 septembrie 1965 la Varșovia, într-un context politic conflictual marcat de contraofensiva ideologilor Partidului Muncitoresc Unit Polonez împotriva unui grup tot mai mare de polonezi care criticau în mod deschis implementarea politicii socialiste. Apariția filmului în acest context cultural-politic a stârnit un val de discuții (sau „scântei rele”, așa cum le-a denumit Zbigniew Załuski) cu privire la modul de interpretare a istoriei. Intelectualii au simțit amestecul partidului în impunerea unei versiuni ideologice a istoriei naționale și au susținut că au dreptul să interpreteze liber evenimentele istorice, potrivit viziunii artistice proprii.
Interesul public stârnit de acest film a fost uriaș, iar numai în octombrie 1965 filmul a fost difuzat în 40 de cinematografe poloneze, unde a fost vizionat de peste 1,5 milioane de spectatori. El s-a bucurat de o popularitate considerabilă în rândul cinefililor polonezi și a fost vizionat de 7.707.170 de spectatori, ceea ce-l plasează pe locul 24 în topul celor mai vizionate filme poloneze din Polonia. Cinematografia poloneză începea în acei ani să fie tot mai cunoscută pe plan internațional, iar un distribuitor străin a semnat un contract de sute de mii de dolari pentru distribuirea „în toate țările lumii” a filmelor Cenușa și Faraonul; compania străină a dat însă faliment înaintea începerii derulării contractului.
Filmul lui Wajda a fost inclus în mai 1966 în competiția principală a celui de-al 20-lea Festival Internațional de Film de la Cannes. Juriul festivalului, condus de actrița italiană Sophia Loren, a acordat Marele Premiu filmului italian Signore & Signori al lui Pietro Germi și filmului francez Un homme et une femme al lui Claude Lelouch. Cenușa a fost lansat apoi în Ungaria la 6 octombrie 1966, în Republica Federală Germania la 24 martie 1967, în Finlanda la 4 aprilie 1969, în Italia în 1970 și în Republica Democrată Germană la 14 august 1970.

## Aprecieri critice

### Dezbaterile contemporane cu caracter ideologic
Filmul lui Wajda a generat discuții pasionale care s-au întins pe durata câtorva luni și care au angrenat scriitori, istorici, publiciști și critici de film. Această dezbatere aprinsă a vizat mai ales aspectele istorice prezentate în film și fidelitatea filmului față de sursa literară, acordând mai puțin interes aspectelor artistice ale filmului. Reprezentanții Partidului Muncitoresc Unit Polonez, printre care și ministrul de interne Mieczysław Moczar, au devenit brusc niște apărători ai tradiției istorice, elogiind „patriotismul sănătos” al lui Sienkiewicz în comparație cu realismul istoric al lui Żeromski și acuzându-l pe cineast că i-a portretizat pe polonezi ca victime idealiste și naive ale evenimentelor istorice. Scriitorii și artiștii apropiați puterii comuniste au împărțit elita culturală poloneză în patrioți și revizioniști în funcție de poziția față de trecutul națiunii și l-au catalogat pe Wajda ca un revizionist nostalgic față de vremurile aristocrației, care a intenționat să scoată în evidență lipsa de sens a efortului romantic de eliberare a țării cu ajutorul unor aliați străini. Publicistul proletcultist Wiktor Woroszylski a susținut că filmul Cenușa este punctul culminant al „wajdismului”, întrucât rezumă gândurile și obsesiile istorico-politice ale cineastului, evidențiate în creațiile sale anterioare.
O serie de critici au vizat o presupusă lipsă de interpretare obiectivă a evenimentelor istorice. Celebri istorici polonezi precum Andrzej Garlicki, Stanisław Herbst, Emanuel Halicz, Tadeusz Łepkowski, Barbara Grochulska, Bogusław Leśnodorski și Juliusz Willaume au susținut în paginile revistelor Stolica, Polityka și Mówią wieki că evenimentele istorice au fost prezentate denaturat în film, fără a aduce argumente științifice în sprijinul propriilor afirmații, iar filmul a fost catalogat drept o „poveste în costume de epocă a lui Wajda”. Aceste afirmații ale istoricilor au fost folosite apoi în scop propagandistic de reprezentanții Partidului Muncitoresc Unit Polonez.
Reprezentarea brutală a războiului în scene care arată masacrarea prizonierilor de război spanioli de către legionarii polonezi și violarea femeilor din orașele cucerite i-a dezgustat pe naționaliștii polonezi și i-au făcut să acuze filmul lui Wajda că a perpetuat stereotipurile negative cu privire la patrioții polonezi. Astfel, istoricul militar și scenaristul Zbigniew Załuski, ofițer politic în Armata Populară a Poloniei, l-a acuzat pe cineast că a denaturat acțiunea romanului prin înfățișarea tendențioasă și denigratoare a militarilor polonezi ca niște brute sau ca niște cerșetori rufoși. Această imagine a acțiunilor crude săvârșite de polonezi în Războaiele Napoleoniene l-a îngrozit pe dramaturgul satiric Andrzej Jarecki, care a afirmat că nu a crezut că cineva își poate denigra propria națiune așa cum a făcut-o Wajda și a concluzionat că națiunea poloneză este reprezentată în Cenușa ca „o națiune fără creier, lipsită de oameni de stat, urmând fără minte drumul către uitare și moarte; o națiune dotată doar cu inimi și pumni grei pentru luptă...”. Alți publiciști precum Rafał Marszałek și Janusz Gajda au scris recenzii aspre, în care au folosit expresii precum „stil exagerat", „ton exaltat”, „stil de modă veche”, „extinderea masochismului școlii naționale poloneze”, „bandă desenată artistică senzațională” sau „nebunie colectivă”, în timp ce scriitorul Tadeusz Różewicz au ironizat filmul, ajungând să-i nege valoarea artistică.
Întrucât criticile aduse filmului Cenușa au venit în principal de la un grup de intelectuali comuniști grupați în jurul liderului Mieczysław Moczar (în Żołnierz Wolności, Walka Młodych, Głos Pracy și Stolica) Wajda a răspuns acestor acuzații după mai mulți ani într-un interviu apărut în publicația trimestrială Ethos: „Ei, adică moczariștii, aveau nevoie de un inamic – am fost atacat într-un mod foarte brutal și demagogic: cum poți arăta tragedia din San Domingo, violarea femeilor spaniole de către polonezi, împușcarea insurgenților la Madrid? Ei bine, singura problemă este că Żeromski a descris-o cu adevărat”.
Sintetizând aceste opinii, criticul Tadeusz Sobolewski a afirmat că „Cenușa s-a opus propagandei, care susținea că Republica Populară Polonă era încoronarea viselor de independență, prin prezentarea istoriei ca un cimitir al speranțelor poloneze”. În opinia profesorului Marek Haltof de la Northern Michigan University, filmul trasează o paralelă între generația tinerilor legionari polonezi de la începutul secolului al XIX-lea și generația tinerilor polonezi contemporani ai lui Wajda, ambele amăgite de „forțele istoriei”.

### Calitățile artistice ale filmului
În ciuda nemulțumirilor cu privire la conceperea unor scene, la motivațiile superficiale ale personajelor și la esteticismul efectiv al creației artistice, cei mai importanți critici de film ai epocii (printre care Stefan Żółkiewski, Tadeusz Nowakowski, Wiktor Woroszylski, Kazimierz Wyka, Konrad Eberhardt și Maria Kornatowska) au susținut că filmul lui Wajda este o creație artistică valoroasă. Criticul și istoricul literar Kazimierz Wyka a scris în revista Polityka că detractorii lui Wajda au fost nemulțumiți că nu au regăsit în film propria lor viziune asupra istoriei și că, în ciuda acelor opinii, arta cinematografică poloneză „a fost îmbogățită cu o creație cu adevărat remarcabilă”, opinie care a fost împărtășită și de Stefan Żółkiewski. Filmul lui Wajda a urmărit, potrivit tânărului critic Konrad Eberhardt, să ofere o imagine mai obiectivă a unor evenimente istorice intrate deja în mitologia națională poloneză. Criticul Stefan Morawski a deplâns „tragedia unei generații cufundate în focul bătăliei cu cele mai nobile intenții, doar pentru a suferi o moarte lipsită de sens”.
Alte cronici, precum cele ale criticilor occidentali care au înțeles mai greu simbolismul național complex, au evidențiat calitățile estetice ale filmului (stilul artistic realist și „panorama epică în stil rusesc”). Au fost elogiate în special interpretările actorilor Daniel Olbrychski, Bogusław Kierc, Beata Tyszkiewicz, Piotr Wysocki, Władysław Hańcza și Jan Świderski. „Am primit un spectacol pe ecran lat, realizat de un «masochist» estetic, care plasează chiar și soldați muribunzi pe malurile canalului pentru a încânta privirea cu reflecțiile lor în apă”, scria în acea vreme un critic de film. În studiul în limba engleză dedicat operei lui Andrzej Wajda, cercetătoarea specializată Janina Falkowska a scris că filmul Cenușa este o „adaptare frumoasă estetic și convingătoare” care dovedește sentimentele patriotice puternice ale lui Wajda, dar care critică în același timp credința naivă a polonezilor în bunăvoința altora, precum Napoleon.
Au existat, cu toate acestea, și unele opinii mai severe ale specialiștilor. Într-o analiză amplă publicată în 1994, filmologul Tadeusz Miczka concluziona că „indiferent de contextul ideologic în care a avut loc discuția despre film, se poate spune fără riscul de a greși că adaptarea romanului lui Stefan Żeromski a fost o creație nereușită. Structura narativ-picturală eclectică a filmului a estompat efectiv intenția artistului”. Istoricul cinematografic polonez Marek Haltof, autorul mai multor studii academice referitoare la cinematografia poloneză, consideră, de asemenea, că „în ciuda temei sale ambițioase, a dimensiunilor epopeice și a imaginilor artistice alb-negru (Jerzy Lipman), Cenușa nu face parte din operele de succes ale lui Wajda”.
Principalul reproș adus filmului a vizat lungimea sa nejustificată, ca urmare a neoperării unei selecții a materialului filmat. Aproape toate secvențele au fost realizate cu o mare acuratețe artistică, iar unele dintre ele sunt de o plasticitate remarcabilă (precum agonia căpitanului Wyganowski pe un maidan din apropierea Zaragozei, în timp ce Krzysztof Cedro încearcă zadarnic să-i acopere corpul gol cu pietriș, sau moartea prințului Gintułt în conacul incendiat al familiei Olbromski, care-i devine cavou). Cu toate acestea, unii critici de film i-au reproșat lui Wajda că a lungit prea mult aproape fiecare secvență, neîndurându-se să taie acele cadre în plus la montaj, și că a inclus câteva scene lipsite de utilitate cinematografică (urmărirea spectaculoasă a lui Rafał de o haită de lupi, căderea în prăpastie a calului lui Krzysztof), redundante (numărul mare de dansuri de la balul organizat de șambelana Elżbieta Ołowska, șarjele succesive ale cavaleriei poloneze în Bătălia de la Somosierra, prezentarea obsesivă a atrocităților provocate de război) sau chiar de un gust îndoielnic (scenele lungi cu jafuri, violuri și alte orori petrecute pe străzile Zaragozei, vorbirea cu accent slav a limbii franceze de către Napoleon). Lungirea exagerată a secvențelor a cauzat, în opinia acelor critici, o diluare a ideilor și a valorii artistice a filmului.

### Concluzii
Dezbaterile cu caracter ideologic din epoca apariției filmului au influențat percepția publicului contemporan, contribuind la îndoctrinarea tinerei generații. Astfel, unele opinii ale elevilor de liceu, publicate în anii 1960 în diferite reviste, evidențiază că filmul Cenușa a stârnit indignare față de reprezentarea presupus denigratoare a militarilor polonezi, precum și ură față de Napoleon, care a fost perceput ca un conducător însetat de putere și agresiv.
Sub influența criticilor formulate de publiciștii aserviți ideologic puterii comuniste, însuși Andrzej Wajda a ajuns să considere că filmul Cenușa este o operă ratată. Cineastul mărturisea în 1970 într-o conversație cu filmologul Stanisław Janicki că „este un paradox faptul că Cenușa, care este filmul meu cel mai prost realizat, a stârnit cea mai mare discuție pe plan național, au fost publicate cele mai multe recenzii pe acest subiect, iar filmul în sine este cel mai vizionat dintre toate filmele mele de până acum [...]. Există prea puțină cinematografie în Cenușa, prea mult text literar, prea multe scene filmate direct, prea multe dialoguri, prea multe situații preluate din carte. Nu aș putea să transpun textul într-o intrigă clară [...]. Nu aș putea să-l relatez mai bine pe ecran”.
Odată cu trecerea timpului, opiniile cu privire la filmul lui Wajda au început să se schimbe. Istoricul Piotr Witek a susținut în 2015 că regizorul contestă în mod deschis viziunea romantică, patetică, eroico-eroică a istoriei în care soldații polonezi se află întotdeauna pe partea corectă a baricadei, luptă împotriva răului și sunt vestitori ai libertății lor și a celorlalți. Observând existența în filmul Cenușa a unor referințe plastice la pictura „3 mai 1808” a lui Francisco Goya), Witek a afirmat că „filmul nu este o reconstrucție a faptelor, ci o formă de autoreflecție cu privire la comportamentul rușinos al polonezilor și la o viziune naiv-romantică a istoriei”. Preotul Andrzej Luther a scris în 2018 că „Cenușa este o operă umanistă excelentă, care a rezistat testului timpului și încă așteaptă o analiză sârguincioasă și aprofundată”. Luther a descris filmul lui Wajda ca „opera unui romantic total și, în același timp, a unui patriot care este mereu nemulțumit de patria sa, făcându-te să gândești, descompunând stereotipurile și modelele existente care te împiedică să gândești într-un mod constructiv la trecut și la viitor”.
Enciclopedia cinematografică germană Lexikon des internationalen Films descrie astfel acest film: „Adaptare cinematografică monumentală, fluctuantă între realismul brut și stilizarea simbolică, a unui roman patriotic polonez care oglindește istoria tragică a țării din 1798 până în 1812 și speranța nefericită pusă în Napoleon în scene de luptă și destine complicate. Versiunea foarte scurtată destinată exportului lasă impresia unui trunchi uriaș cu multe crăpături.”.

### Premii
Cenușa a intrat în competiția pentru trofeul Palme d'Or la Festivalul Internațional de Film de la Cannes din 1966. A obținut premiul „Rața de Aur” (Złota Kaczka) pentru cel mai bun film polonez al anului 1965, acordat de revista cinematografică Film în baza unui sondaj în rândul cititorilor.

## Alte ecranizări
Romanul lui Żeromski a mai fost ecranizat în două spectacole teatrale de televiziune: Popioły (regizat de Maria Straszewska, 1964) și Rafał Olbromski (regizat de Kazimierz Braun, 1971).

## Legături externe
- en  Cenușa la Internet Movie Database
- pl Popioły în baza de date  filmpolski.pl
- pl Popioły în baza de date filmweb.pl
- pl Imagini din filmul Popioły în baza de date a Arhivei Naționale de Filme „Fototeka”
- pl Popioły în baza de date Repozytorium Cyfrowego Filmoteki Narodowej.
- en  „Popioły [Ashes]”, wajda.pl (Andrzej Wajda. Official Website of Polish movie director), arhivat din original la 5 mai 2020, accesat în 6 mai 2020